# Jan Sturm
Jan Sturm (* 12. Dezember 2004) ist ein österreichischer Fußballspieler.

## Karriere
Sturm begann seine Karriere beim ASV Radlberg. Zur Saison 2013/14 wechselte er zum SC St. Pölten. Zur Saison 2018/19 wechselte er in die Jugend des SKN St. Pölten. Im November 2022 debütierte er für die Amateure der Niederösterreicher in der Landesliga. Bis zum Ende der Saison 2022/23 kam er zu sieben Einsätzen in der vierthöchsten Spielklasse.
Im April 2024 debütierte Sturm dann bei seinem Kaderdebüt für die Profis des SKN in der 2. Liga, als er am 22. Spieltag der Saison 2023/24 gegen den First Vienna FC in der 87. Minute für Julian Keiblinger eingewechselt wurde.